# 宮本辰弥
宮本 辰弥（みやもと たつや、1998年4月24日 - ）は、北海道函館市出身のハンドボール選手。日本ハンドボールリーグのジークスター東京所属。

## 来歴
函館大学付属有斗高校卒業後は国士舘大学へ進学し、大学卒業後はジークスター東京へ入団した。